# Lee Jong-sung
Đây là một tên người Triều Tiên, họ là Lee.
Lee Jong-sung (sinh ngày 5 tháng 8 năm 1992) là một cầu thủ bóng đá Hàn Quốc thi đấu cho Suwon Samsung Bluewings.